# Täublingsverwandte
Die Täublingverwandten (Russulaceae), in älterer Literatur teils auch „Sprödblättler“ genannt (was sich eigentlich nur auf die leicht brüchigen Lamellen der Täublinge und der Milchlinge bezieht), sind eine Familie von Großpilzen aus der Ordnung der Täublingsartigen (Russulales).

## Merkmale

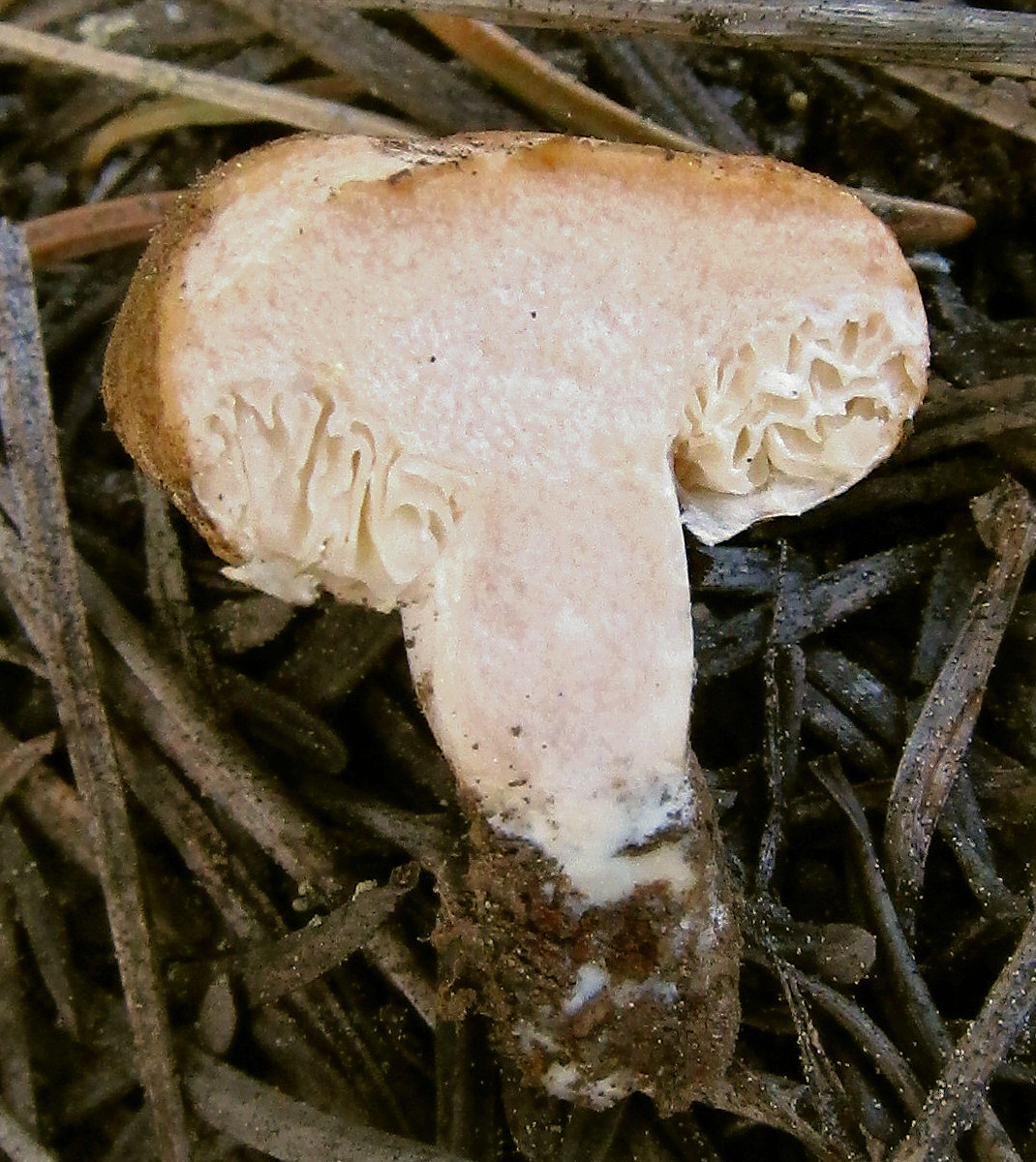
Arcangeliella crassa

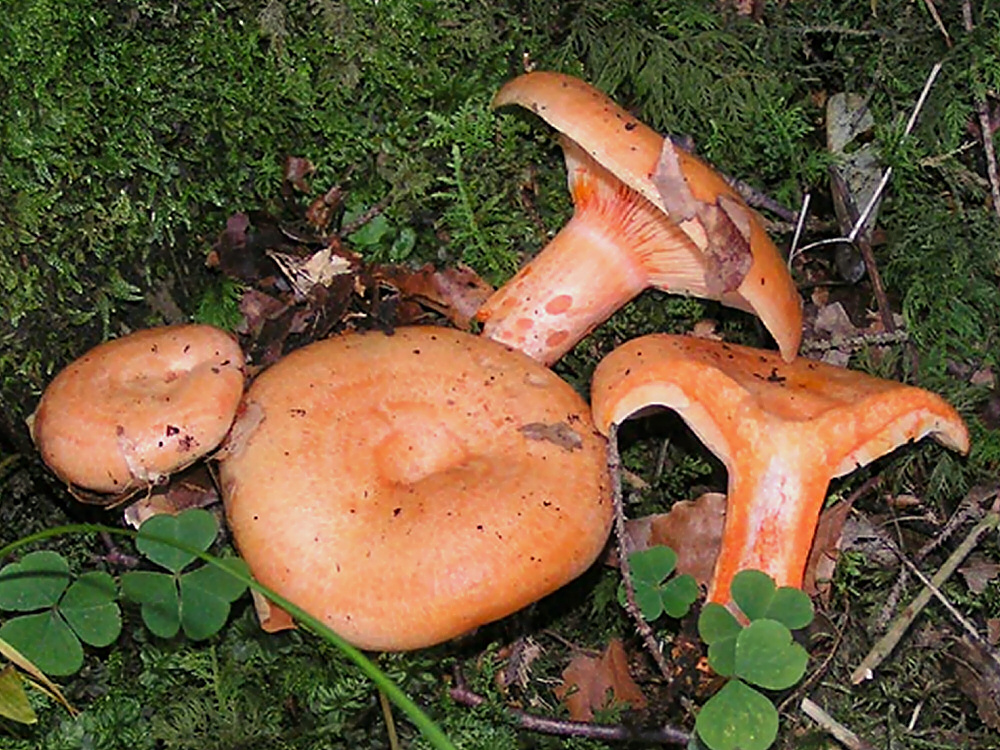
Lachs-Reizker
Lactarius salmonicolor

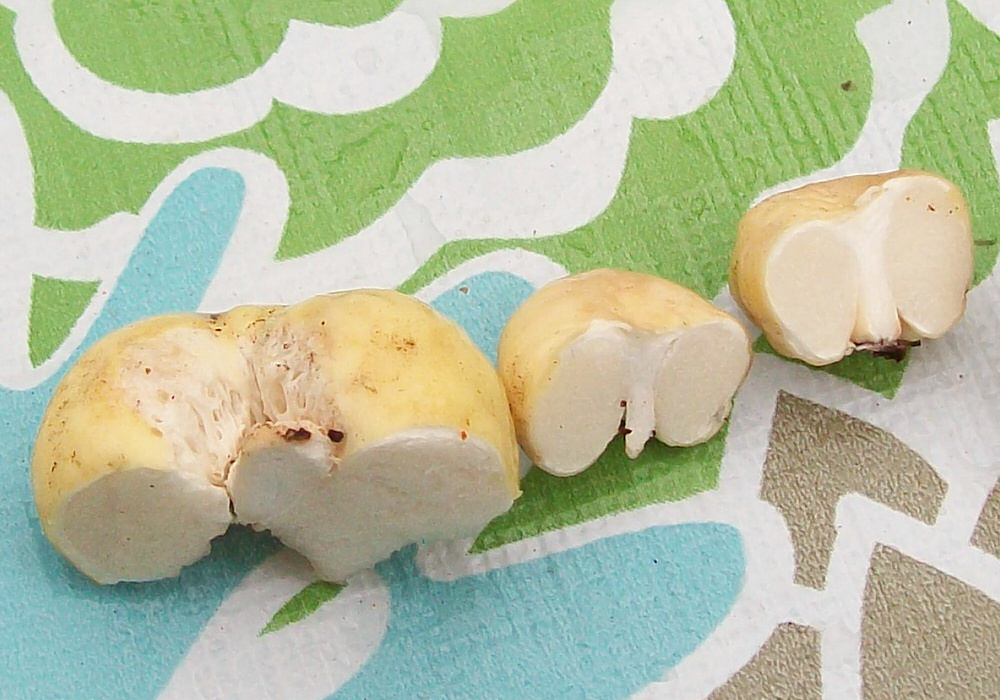
Macowanites luteolus

Zu den Täublingsverwandten zählen sowohl Arten mit in Hut und Stiel gegliederten Fruchtkörpern, deren Unterbau für die Fruchtschicht (Hymenophor) aus Lamellen besteht, als auch Spezies mit knolligen, unterirdischen Fruchtkörpern und innen liegender Fruchtschicht (Hymenium). Die Farbe des Sporenpulvers reicht von weiß über cremefarben bis hin zu gelblich oder ocker. Markant ist neben den oft leuchtenden, auf wasserlöslichen Russupteridinen basierenden Farben das typische Bruchverhalten des Fleischs (Trama) bei den Vertretern der Gattung Milchlinge und Täublinge: Es bricht käseartig ohne aufzufasern. Dies liegt am Aufbau des Fleischs, der neben normalen Pilzfäden (Hyphen) auch Nester aus kugeligen Zellen (Sphaerocysten) enthält. Milchlinge enthalten zudem noch Laticiferen, bei denen bei Verletzung Milchsaft austritt. Die Pilzfäden der Täublingsartigen besitzen keine Schnallen an den Querwänden (Septen). Die Sporen sind bilateral symmetrisch, elliptisch bis fast kugelig geformt und zeigen einen glatten Fleck oberhalb des Hilarappendix auf der ansonsten mit Warzen, Stacheln, Leisten oder Rippen ornamentierten Oberfläche. Das Ornament ist mit Iodlösung anfärbbar.

## Ökologie
Die Täublingsverwandten sind Mykorrhizapilze, die meist mit Bäumen oder Sträuchern, seltener mit krautigen Pflanzen vergesellschaftet sind.

## Systematik
In Europa besteht die Familie Russulaceae fast ausschließlich aus den Täublingen (Russula) und den Milchlingen (Lactarius und Lactifluus). Molekulargenetische Untersuchungen konnten zur Klärung der Verwandtschaftsverhältnisse innerhalb der Familie beitragen, wenngleich die infragenerische Systematik immer noch nicht vollständig bekannt ist.
Folgende Gattungen sind monophyletische Gruppen innerhalb der Familie:
- Milchlinge (Lactarius Persoon 1797)
- Lactifluus (Pers.) Roussel 1806 (ebenfalls als Milchlinge bezeichnet)
- Multifurca Buyck & V. Hofstetter 2008
- Täublinge (Russula Persoon 1796)
- Flockenschwämme (Boidinia Stalpers & Hjortstam 1982)

Die folgenden Gattungen von Arten mit geschlossenen (angiocarpen) Fruchtkörpern sind dagegen Formgruppen, die eigentlich zu Russula oder Lactarius gehören:
- Milchtrüffeln (Arcangeliella Cavara 1900)
- Heidetrüffeln (?) (Cystangium Singer & A.H.Smith 1960)
- Pseudohirschtrüffeln (Gymnomyces Massee & Rodway 1898)
- Secotioidtrüffeln (Macowanites Kalchbrenner 1882)
- Milchstäublinge (Zelleromyces Singer & A.H.Smith 1960)